# Horacio Elizondo
Horacio Marcelo Elizondo (sinh ngày 4 tháng 11 năm 1963 ở Don Bosco, quận Quilmes) là một cựu trọng tài bóng đá quốc tế người Argentina được biết đến là trọng tài chính bắt Trận chung kết Giải vô địch bóng đá thế giới 2006. Đạt được tất cả các mục tiêu của mình trong vai trò là trọng tài, Elizondo đã giải nghệ vào ngày 10 tháng 12 sau trận đấu giữa Boca Juniors và Lanús, 3 năm trước khi tuổi nghỉ hưu bắt buộc ở 45 tuổi.

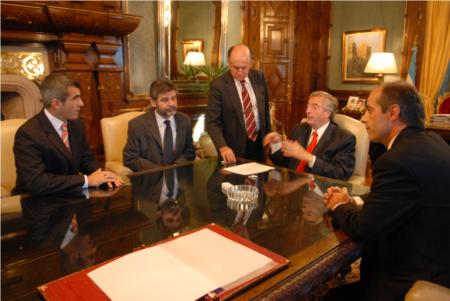
Elizondo (đầu ở bên trái) với tổng thống Néstor Kirchner vào năm 2007.

## Thống kê
| Sự kiện                                                     | Số trận |    |   |   |
| ----------------------------------------------------------- | ------- | -- | - | - |
| Copa Libertadores 2006                                      | 6       | 31 | 2 | 2 |
| Vòng loại giải vô địch bóng đá thế giới 2006 khu vực Nam Mỹ | 9       | 28 | 0 | 1 |
| Giải vô địch bóng đá thế giới 2006                          | 5       | 26 | 0 | 3 |
| Tổng số                                                     | 20      | 85 | 2 | 6 |